# Vull ser teva
Vull ser teva (títol original en anglès: Lie with Me) és un drama eròtic canadenc dirigit per Clément Virgo, estrenat l'any 2005 i doblat al català.

## Argument
Leila és una jove sexualment voraç que es relaciona amb els homes mitjançant breus trobades íntimes. Una nit, durant una concorreguda festa privada en una casa, coneix a David i la luxúria sorgeix a primera vista. Poc després, mentre Leila practica sexe amb un desconegut en la part posterior de la casa, David i la seva núvia fan el mateix però en el seu cotxe. Leila i David es miren fixament mentre fan l'amor amb altres persones, iniciant-se així un ritual de festeig que donarà pas a una aventura sexual entre tots dos. Però la vida va separar-les. Els dos amants arribaran a trobar-se malgrat tot?

## Repartiment
- Lauren Lee Smith: Leila
- Eric Balfour: David
- Polly Shannon: Victoria
- Mayko Nguyen: l'amiga de Victoria
- Michael Facciolo: l'home tímid
- Kate Lynch: Marla
- Ron White: Ben
- Kristin Lehman: Rachel
- Donatiu Francks: Joshua
- Richard Chevolleau: Vigorous
- Frank Chiesurin: Joël - Groom
- Nicola Lipman: Rabbi
- Theresa Tova: el cantant del casament